# Birmann 21
Fachada sul do edifício
O Birmann 21 é um edifício de uso corporativo localizado na cidade de São Paulo, no bairro de Pinheiros, sendo o 10º edifício mais alto da cidade e o 20º mais alto do Brasil. Foi projetado pelo escritório americano Skidmore, Owings & Merrill e é propriedade da PREVI - Caixa de Previdência dos Funcionários do Banco do Brasil.

## Localização
Localizado na Marginal Pinheiros (Avenida das Nações Unidas, Nº 7221), próximo à Vila Madalena e Alto de Pinheiros. Encontra-se ao lado do Terminal Intermodal Pinheiros. 

## Infra-estrutura
É um edifício padrão triplo "A", com acesso controlado por sistema digital, fornecimento contínuo de energia, edifício garagem com 1200 vagas e capacidade para suportar 1 mil kg/m² nas lajes. O edifício possui também 35.339m² de área locável.
O prédio possui um reservatório de água pluvial de 186 m³, utilizado para limpeza externa e irrigação.
Como opção de acesso, o prédio conta também com heliponto (código ICAO SDNN) com dimensões de 18 x 18m, com rampa 23_32, área de pouso quadrada, superfície de concreto, resistência de 3t e altura de 732m acima do nível do mar.
Além de possuir uma das melhores estruturas de São Paulo o edifício, desde 2012 possui o selo LEED (Leadership in Energy and Environmental Design), que certifica e assegura que o edifício atende a padrões mundiais de gestão de sustentabilidade, com eficiência energética, otimização de consumo de água e reciclagem de lixo.
O selo LEED obtido pelo Birmann 21 é do tipo LEED Existing Buildings – Operation and Maintance e é focado na eficiência operacional e manutenção de edifícios já existentes. Ajudando a maximizar a eficiência da operação e minimizar custos e impacto ao meio ambiente.

## Sede Editora Abril
Durante o período de 1997 a 2013, o edifício Birmann 21 ficou conhecido por abrigar a sede da Editora Abril (conhecido por seus inquilinos como NEA - Novo Edifício Abril) que ocupava os 25 andares existentes. Após uma série de reestruturações, a empresa passou a ocupar 10 andares. 
Em junho de 2018, deixou o prédio devido a crise da editora, passando para um prédio menor no Morumbi.